# Gastrotheca aratia
Gastrotheca aratia é uma espécie de anfíbio anuro da família Hemiphractidae.
Está presente no Peru.